# Rowan County (Severní Karolína)
Rowan County je okres amerického státu Severní Karolína založený v roce 1753. Hlavním městem je Salisbury. Leží v západní části Severní Karolíny. Pojmenovaný je podle guvernéra Severní Karolíny Matthewa Rowana.

## Sousední okresy
| Růžice kompasu |                | Davie County                    |                 | Růžice kompasu |
| Růžice kompasu | Iredell County | Sever                           | Davidson County | Růžice kompasu |
| Růžice kompasu | Iredell County | Rowan County (Severní Karolína) | Davidson County | Růžice kompasu |
| Růžice kompasu | Iredell County | Jih                             | Davidson County | Růžice kompasu |
| Růžice kompasu |                | Cabarrus County                 | Stanly County   | Růžice kompasu |

## Vývoj počtu obyvatel
Počet obyvatel